# Marc Janko
Marc Janko (* 25. Juni 1983 in Wien) ist ein ehemaliger österreichischer Fußballspieler. Der Stürmer stand zuletzt beim FC Lugano in der Super League unter Vertrag. Von 2010 bis 2012 war er Mannschaftskapitän der österreichischen Nationalmannschaft.

## Karriere

### Admira Wacker Mödling
Janko begann seine Fußballkarriere 1990 beim VfB Admira Wacker Mödling als Junior. In seiner Jugend war er wegen außergewöhnlicher Wachstumsschübe oft verletzt. 2003 schaffte er dennoch den Sprung vom Amateurkader in die A-Mannschaft. Sein erstes Spiel in der österreichischen Bundesliga absolvierte er aber erst ein Jahr später am 8. Dezember 2004 in der Partie gegen den Grazer AK, als er zur Halbzeit eingewechselt wurde und in der 87. Minute sein erstes Tor in der höchsten österreichischen Liga erzielte. Im Frühjahr 2005 folgten weitere Einsätze und sein Siegtor beim Auswärtsspiel gegen den SV Austria Salzburg zum 0:1-Endstand. Nach einem relativ erfolgreichen Spieljahr in Mödling wechselte er zur Saison 2005/06 zum FC Red Bull Salzburg.

### Red Bull Salzburg
In Salzburg wurden nach der Klubübernahme durch den Getränkehersteller Red Bull viele neue Spieler engagiert und Janko hatte anfangs Schwierigkeiten sich gegen die breite Konkurrenz durchzusetzen. Bis zum Frühjahr 2006 hatte er sich aber einen Stammplatz in der Startelf erkämpft und er erzielte bei insgesamt 17 Einsätzen in dieser Saison elf Tore. In der Folgesaison fiel er aufgrund von Verletzungen fast komplett aus, trug aber zu Beginn der Spielzeit zum ersten Titelgewinn der Salzburger seit 1997 zwei Tore bei. Das restliche Jahr 2007 verbrachte er mit Reha- und Aufbautraining, um im Frühjahr 2008 wieder fit zu sein und sich für die Heim-EM im Sommer zu empfehlen. Doch das Comeback missglückte vorerst und er erhielt von Teamchef der Nationalmannschaft Josef Hickersberger eine Absage.
Die offensive Spielausrichtung die der neue Salzburger Trainer Co Adriaanse lancierte behagte Marc Janko. Schon am ersten Spieltag der Saison 2008/09 erzielte er drei Tore und gab zusätzlich eine Torvorlage. Am 19. Oktober 2008 im Spiel gegen Altach traf er erstmals in einer Oberhauspartie viermal. In dieser und der darauf folgenden Runde traf er insgesamt siebenmal. Am 16. November 2008 wurde Janko mit 25 Bundesligatoren zum Rekordtorschützen von Red Bull Salzburg und löste somit Oliver Bierhoff ab, der seit der Saison 1990/91 den Rekord mit 23 Toren innegehalten hatte. Am Ende der Saison wurde Janko mit 39 Treffern Torschützenkönig. Ebenfalls wurde er von der IFFHS zum weltbesten Erstliga-Torjäger 2009 erkoren.

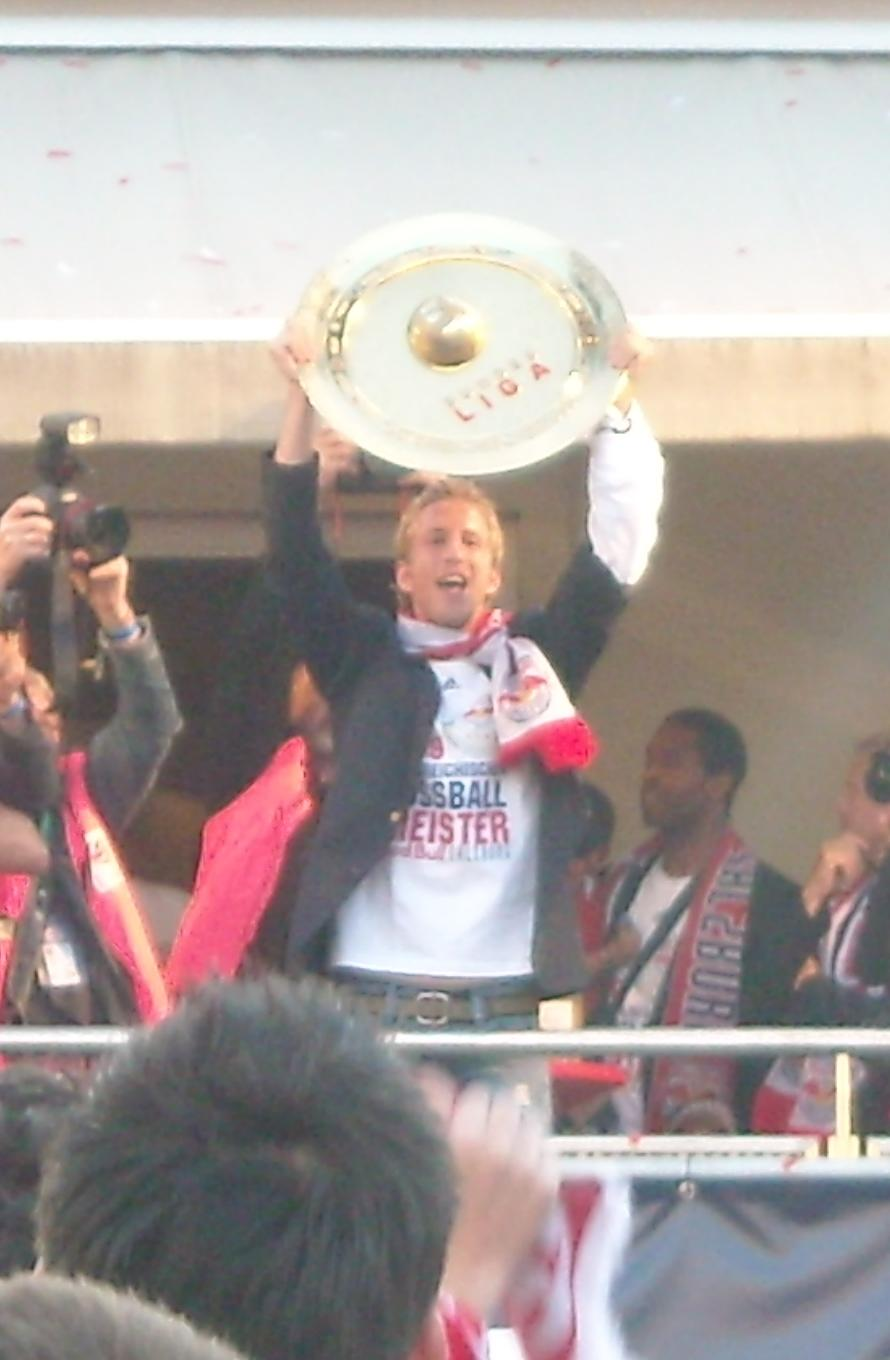
Marc Janko bei der Meisterfeier 2009 am Mozartplatz in Salzburg

Nach einer Torflaute zu Beginn der Saison 2009/10 erzielte Janko am 4. Oktober 2009 erneut vier Treffer in einem Bundesligaspiel. Auch in der UEFA Europa League steuerte er bei zwei Siegen Salzburgs gegen Lazio Rom und Villarreal CF je ein Tor bei, weiterhin zwei Tore in der K.-o.-Phase gegen Standard Lüttich. Die Saison beendete er als Dritter der Torschützenliste mit 18 Toren hinter Steffen Hofmann (Rapid Wien, 20 Tore) und Roman Wallner (LASK/Red Bull Salzburg, 19 Tore). Im Verlauf der Saison kam es aber bereits zu Unstimmigkeiten mit dem neuen Trainer Huub Stevens, der ihm mehrmals Niederlagen anschuldete. Einen Tag nach seiner dritten Meisterfeier mit Salzburg deutete Janko an, den Klub verlassen zu wollen. Im Sommer 2010 wechselte er schließlich zu Twente Enschede. Die Ablöse betrug sieben Millionen Euro – die höchste Summe, die bis dahin für einen österreichischen Fußballer bezahlt wurde.

### Twente Enschede

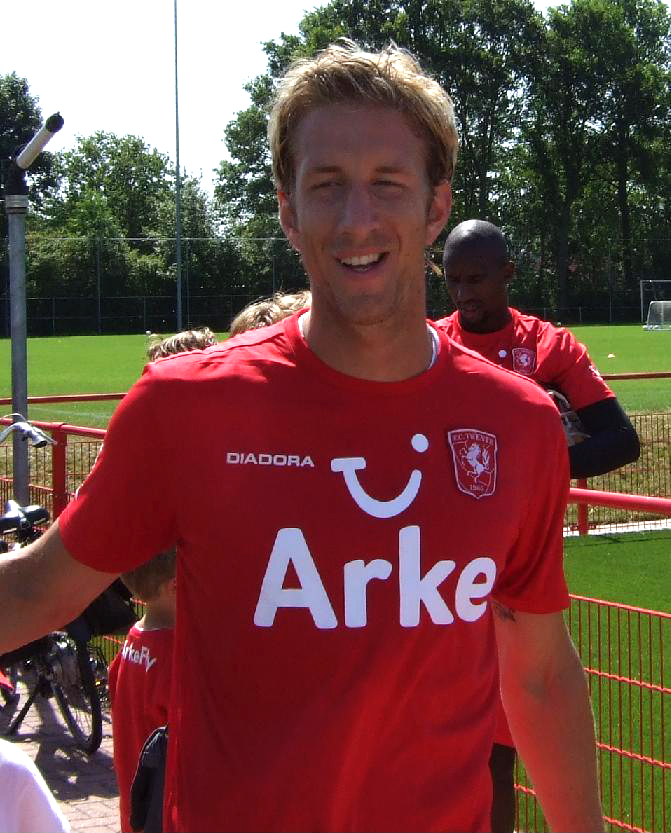
Marc Janko im Dress von Twente Enschede

Janko unterschrieb beim damaligen niederländischen Meister Twente Enschede einen Vierjahresvertrag. Im November 2012 erzielte er sein 100. Pflichtspieltor und im Nachtragsspiel der Eredivisie gegen Heracles Almelo zum insgesamt dritten Mal in seiner Karriere vier Treffer in einem Spiel der höchsten nationalen Liga. Im Pokalfinale 2011 gegen Ajax Amsterdam wurde Janko zur zweiten Hälfte der Verlängerung eingewechselt und erzielte drei Minuten vor Schluss den Siegtreffer zum 3:2.
Mit Twente gab Janko zur Saison 2010/11 sein Debüt in der UEFA Champions League und belegte in der Gruppenphase mit seiner Mannschaft den dritten Platz, wodurch man sich noch für die UEFA Europa League qualifizierte. Dort schaffte er es bis ins Viertelfinale, in dem man gegen FC Villarreal ausschied. Im letzten Spiel der Meisterschaft verlor Janko mit Twente gegen Ajax Amsterdam mit 1:3, wodurch Twente nur Vizemeister wurde. Die Meisterschaft beendete er als erfolgreichster Torschütze seiner Mannschaft mit 14 Toren.
Zum Saisonstart 2011/12 konnte Janko zum zweiten Mal den niederländischen Supercup, die Johan Cruijff Schaal, gewinnen. Beim 2:1-Sieg über den Ajax Amsterdam erzielte er das 1:0 durch einen Elfmeter. In der dritten Runde der Champions-League-Qualifikation erzielte Janko beide Treffer beim 2:0-Heimsieg über den FC Vaslui. Zudem erzielte er in der Europa League Gruppenphase ebenfalls einen Doppelpack beim 4:1 über Wisła Krakau. Im fünften Gruppenspiel gegen den FC Fulham wurde er in 79. Minute eingewechselt und erzielte zehn Minuten später den 1:0-Endstand für Twente. Nachdem er Ende 2011 seinen Stammplatz an Luuk de Jong verloren hatte, wechselte er am letzten Tag der Transferzeit, am 31. Jänner 2012, zum FC Porto.

### FC Porto
Beim FC Porto, Europa-League-Gewinner 2011, unterschrieb Janko einen Vertrag bis Juni 2015. Dieser beinhaltete eine Ausstiegsklausel von 20 Millionen Euro. Beim FC Porto erhielt er nicht wie gewohnt die Rückennummer 21, sondern die 29. Am 5. Februar 2012 im Ligapokalspiel gegen Vitória Setúbal gab er sein Debüt und erzielte das Tor zum 2:0-Endstand. In der portugiesischen Liga erzielte Janko beim 4:0-Heimsieg gegen União Leiria ebenfalls in seinem ersten Einsatz sein erstes Tor. Er konnte mit seiner Mannschaft die Meisterschaft gewinnen und hatte dabei zehn Einsätze und erzielte vier Tore. Im Ligapokal schied er mit Porto im Halbfinale gegen Benfica Lissabon aus. In der Europa League schied sein Team gegen Manchester City im Sechzehntelfinale mit einem Gesamtscore von 1:6 aus, wobei Janko nicht spielberechtigt war, da er in der laufenden Spielzeit bereits für seinen ehemaligen Verein Twente Enschede im Einsatz war.
Zur Vorbereitung auf die neue Saison der Primeira Liga 2012/13 zog sich Janko einen Muskelfaserriss zu. Wegen dieser Verletzung und dem Umstand, dass der FC Porto den kolumbianischen Mittelstürmer Jackson Martinez verpflichtet hatte, stand Janko nicht mehr im Kader der Mannschaft, worauf er sich zu einem Vereinswechsel entschloss.

### Trabzonspor
In der Sommerpause 2012 wechselte Janko zum türkischen Verein Trabzonspor. Er unterschrieb dort einen Dreijahresvertrag bis 2015 und spielte mit der Rückennummer 83. Sein Debüt gab er am 2. September 2012 bei der 0:1-Auswärtsniederlage gegen Gaziantepspor, bei der er in der 72. Minute eingewechselt wurde. Sein erstes Tor erzielte Janko am 12. Spieltag gegen Orduspor; beim 2:1-Auswärtssieg erzielte er das zwischenzeitliche 1:0. Nachdem die Mannschaft von Janko nicht die erhoffte Leistung gezeigt hatte, wurde Trainer Şenol Güneş durch Tolunay Kafkas ersetzt.
Mit dem neuen Trainer, unter dem er schon bei der Admira trainiert hatte und der ihn auch bei Trabzonspor vorgeschlagen hatte, fand Janko anfangs einen Stammplatz. Doch nach einer 0:3-Niederlage gegen Fenerbahçe Istanbul am 17. Februar 2013 wurde er von Kafkas aus dem Kader entlassen. Aus nicht kommunizierten Gründen wurde Janko suspendiert und musste ein Einzeltraining absolvieren. Nachdem Trabzonspor am Ende der Saison den neunten Rang belegte und man das türkische Pokalfinale verloren hatte, wurde Kafkas entlassen.
Neuer Trainer wurde Mustafa Reşit Akçay, der Janko nach fast sieben Monaten Auszeit zurück in die Mannschaft berief. Am 5. Spieltag, dem 23. September 2013, beim 1:0-Auswärtssieg gegen Kayserispor wurde er in der 85. Minute eingewechselt. Darauf folgten einige weitere Kurzeinsätze. Am 24. Oktober 2013 stand Janko erstmals wieder in der Startelf und erzielte das erste Tor beim 2:0-Heimsieg in der UEFA Europa League gegen Legia Warschau. Anschließend folgte für Janko noch ein weiterer Einsatz in der Liga, danach jedoch stand er nur noch sehr selten im Kader. Lediglich eine weitere Startaufstellung im türkischen Cup bei der 1:3-Niederlage gegen Balıkesirspor, in dem Janko das einzige Tor für seinen Verein erzielte und einem Einsatz in der Liga war für Janko zu verbuchen. Janko wollte daraufhin den Verein in der Winterpause verlassen, jedoch stimmte Trabzonspor bis Ende der Transferzeit einem Transfer nicht zu. Kurze Zeit später wurde Trainer Akçay entlassen, nachdem der Verein am 19. Spieltag der Süper Lig gegen Akhisar Belediyespor mit 2:4 verloren hatte und die Mannschaft lediglich im Mittelfeld der Tabelle stand. Neuer Coach wurde Hami Mandıralı, der Janko zu Anfangs auch einsetzte. Bei den ersten beiden Spielen unter seinem neuen Trainer wurde er eingewechselt und erzielte bei seinem zweiten Einsatz das entscheidende Tor zum Sieg gegen Kayserispor. Am 21. März 2014 gab er sein letztes Spiel für Trabzonspor, wobei er bis zur 79 Minute im Einsatz war, beim 0:0 gegen Kasımpaşa Istanbul.

### Sydney FC
Im Juli 2014 wechselte Janko zum australischen A-League-Verein Sydney FC. Dort unterschrieb er einen bis zum 30. Juni 2015 gültigen Vertrag mit einer Option auf Verlängerung. Er bekam wie gewohnt die Rücknummer 21. Sein Debüt für den Sydney FC gab er am 2. Spieltag beim 3:2-Heimsieg im Derby gegen die Western Sydney Wanderers. Sein erstes Tor schoss er eine Runde später beim 2:0-Auswärtssieg gegen Brisbane Roar mit dem Treffer zum 1:0, einem Volleyschuss aus 40 Metern Entfernung. Die A-League beschrieb Jankos Tor als „eines der herausragendsten Tore der Liga bisher“ („… one of the most outstanding goals we’ve seen in the Hyundai A-League“). Janko beendete die Saison mit dem Sydney FC als Vizemeister und mit 16 Treffern und zwei Torvorlagen als Torschützenkönig der A-League.
Sydney FC entschied sich gegen die Verlängerung des auf Ende Mai auslaufenden Kontrakts mit Janko, obwohl dieser zum Spieler des Jahres gewählt worden war, da er wegen seiner Nationalteameinsätze und den damit verbundenen langen Reisen zu oft fehle.

### FC Basel
Im Juni 2015 wechselte Janko zum damaligen Schweizer Meister FC Basel. Er bekam die Rückennummer 21 zugeteilt. Am 2. Spieltag der Liga gab er beim 3:2-Auswärtssieg gegen den Grasshopper Club Zürich sein Debüt und erzielte sein erstes Tor für die Basler. Beim 4:2-Sieg über den FC St. Gallen am 13. März 2016 erzielte er seinen ersten Hattrick für den FC Basel. Im April 2016 verlängerte sich seine Vertragslaufzeit um ein Jahr bis Juni 2017, da er eine bestimmte Anzahl von Spielen absolviert hatte. Unter Trainer Urs Fischer gewann Janko am Ende der Saison 2015/16 den Meistertitel mit dem FCB. Für den Club war es der siebte Titel in Serie und insgesamt der 19. Titel der Vereinsgeschichte. Zusammenfassend erzielte er in seiner ersten Saison für den Schweizer Verein 16 Tore und zwei Torvorlagen in 20 Ligaspielen. Damit wurde er Dritter in der Torschützenliste hinter Guillaume Hoarau (18 Tore) und Munas Dabbur (19 Tore). Janko führte die Torschützenliste längere Zeit an. Allerdings fügte er sich Mitte April 2016 einen Muskelfaserriss zu und fehlte somit verletzungsbedingt den Rest der Saison. Darüber hinaus erreichte der Stürmer das Achtelfinale der UEFA Europa League mit den Baslern und erzielte in diesem Wettbewerb zwei Tore und zwei Torvorlagen.
Zu Beginn der Saison 2016/17 verstärkte sich Jankos Verein im Sturm und verpflichtete den ivorischen Spieler Seydou Doumbia von AS Rom. Die beiden wurden während der Saison meistens abwechselnd eingesetzt. Am Ende der Saison holte Janko mit seinem Verein erstmals seit 2012 wieder das Schweizer Double, bestehend aus Cup- und Meistertitel. Für den Club war es der 8. Meisterschaftstitel in Serie und insgesamt den 20. Titel in der Vereinsgeschichte. Janko beendete die Meisterschaft mit 13 Treffern und einer Torvorlage in 24 Spielen. Während die Basler auf nationaler Ebene alle Titel gewannen, schied man bereits in der Gruppenphase der UEFA Champions League aus.
Anfang Mai entschied die neue Vereinsführung des FC Basel, Jankos Vertragslaufzeit aus vereinspolitischen Gründen nicht zu verlängern. Der Verein wolle ein neues Konzept, bestehend aus jungen Spielern und lokaler Verwurzelung, umsetzen. Der FC Basel betonte, dass die Trennung von Janko nichts mit dessen Leistungen oder Verhalten zu tun habe, denn man wolle sich lediglich personell anders besetzen.

### Sparta Prag
Anfang Juni 2017 unterschrieb Janko einen Zweijahresvertrag beim tschechischen Erstligisten Sparta Prag. Mit der Mannschaft schied er nach der dritten Qualifikationsrunde aus der UEFA Europa League aus. Im tschechischen Cup-Achtelfinale gegen Baník Ostrava erzielte Janko seinen ersten Treffer für Sparta, schied aber ebenfalls aus. In der Meisterschaft stand er bis auf einige wenige Kurzeinsätze meist nicht im Kader. In der 13. Runde erzielte er sein einziges Liga-Tor für Sparta Prag mit dem Treffer zum 1:2
beim 2:2-Auswärtsspiel gegen den FC Fastav Zlín. In diesem Spiel am 5. November 2017 wurde Janko zum letzten Mal eingesetzt. Insgesamt absolvierte er fünf Ligaspiele für Sparta.
Zum Jahreswechsel legte die Vereinsführung Janko aus finanziellen Gründen einen Wechsel nahe.

### FC Lugano und Karriereende
Anfang Februar 2018 wurde er vom FC Lugano verpflichtet und erhielt einen bis zum 30. Juni 2019 laufenden Vertrag. Für den zur damaligen Zeit abstiegsgefährdeten Schweizer Verein gab Janko am 17. Februar 2019 beim 1:0-Heimsieg gegen die Grasshoppers Zürich sein Debüt. Zwei Wochen später erzielte er sein erstes Tor, jedoch wurde dieses Spiel 2:4 gegen den späteren Meister die BSC Young Boys verloren. Zum Ende der Saison konnte Janko mit seinem Verein den Abstieg aus der Super League verhindern, in dem der Verein auf Platz 8 landete. Zusätzlich steuerte er in 12 Ligaspielen 2 Tore bei.
Mit dem Beginn der Saison 2018/19 bestritt der Stürmer seine letzte als Profifußballer. Janko wurde hauptsächlich als Wechselspieler eingesetzt und musste während der Saison auch mit einigen Verletzungen kämpfen. Am Ende der Saison erreichte seine Mannschaft den 3. Tabellenplatz, was die Mannschaft zu einer Teilnahme an der Gruppenphase der UEFA Europa League 2019/20 berechtigte. Janko wurde über die ganze Saison 8 mal eingewechselt, konnte dabei jedoch keinen Torerfolg verzeichnen. Sein einziges und somit letztes Tor gelang ihm am 28. Februar 2019 im Cup Viertelfinale gegen den FC Thun. Dieses Spiel wurde allerdings mit 3:2 verloren. Anfang Juli 2019 beendete er schließlich seine aktive Karriere.

### Werdegang nach der Spielerkarriere
Einige Tage nach dem Ende seiner aktiven Karriere wurde bekannt gegeben, dass Janko ab der Saison 2019/20 als TV-Experte für Sky Österreich tätig sein wird. Für den Pay-TV-Sender wird er die Spiele der österreichischen Bundesliga, sowie der Champions League analysieren. Zusätzlich schreibt er seit September 2019 in regelmäßigen Abständen Kolumnen für den Kurier.

## Nationalmannschaft

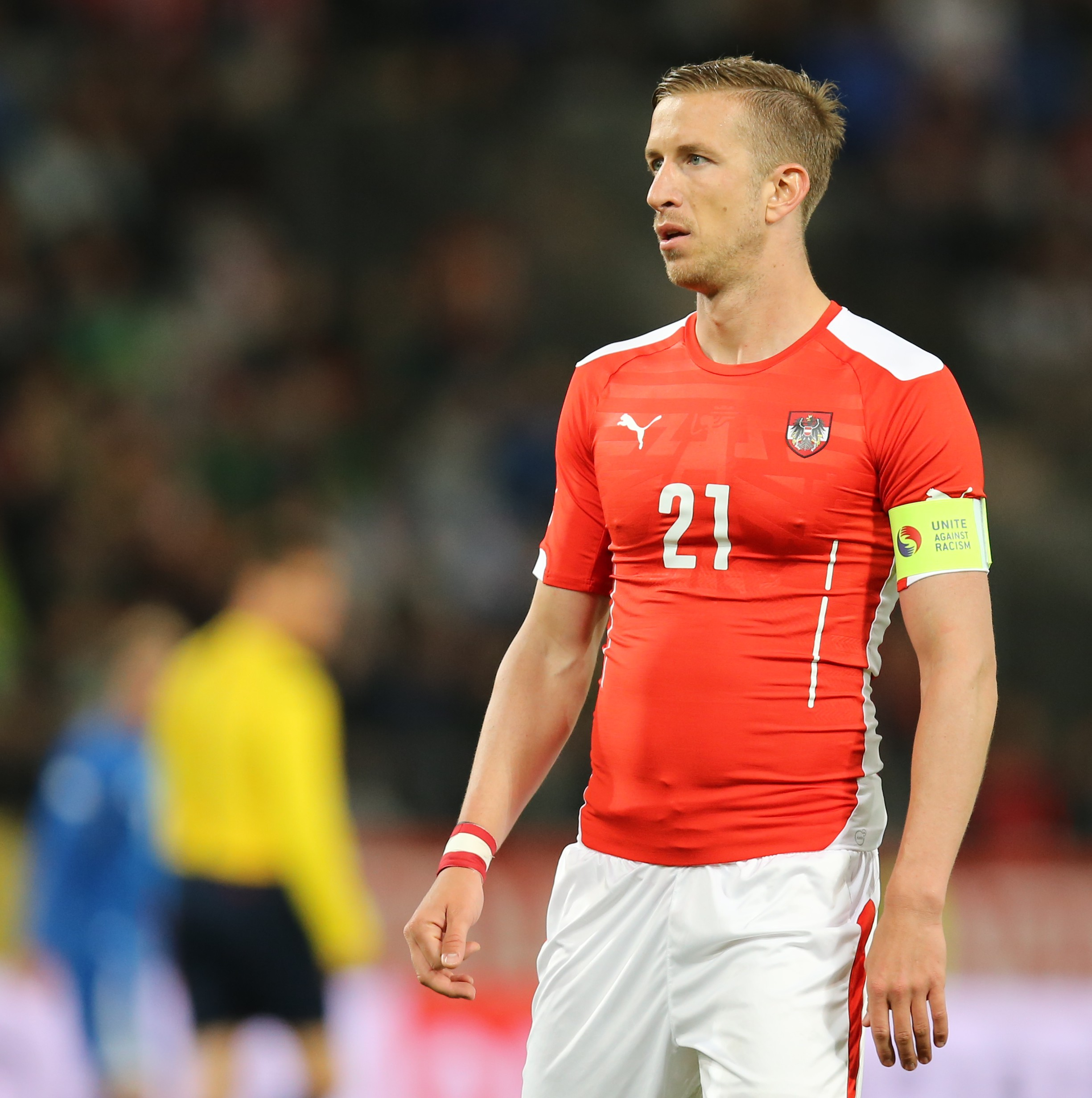
Marc Janko beim Länderspiel gegen Island (2014)

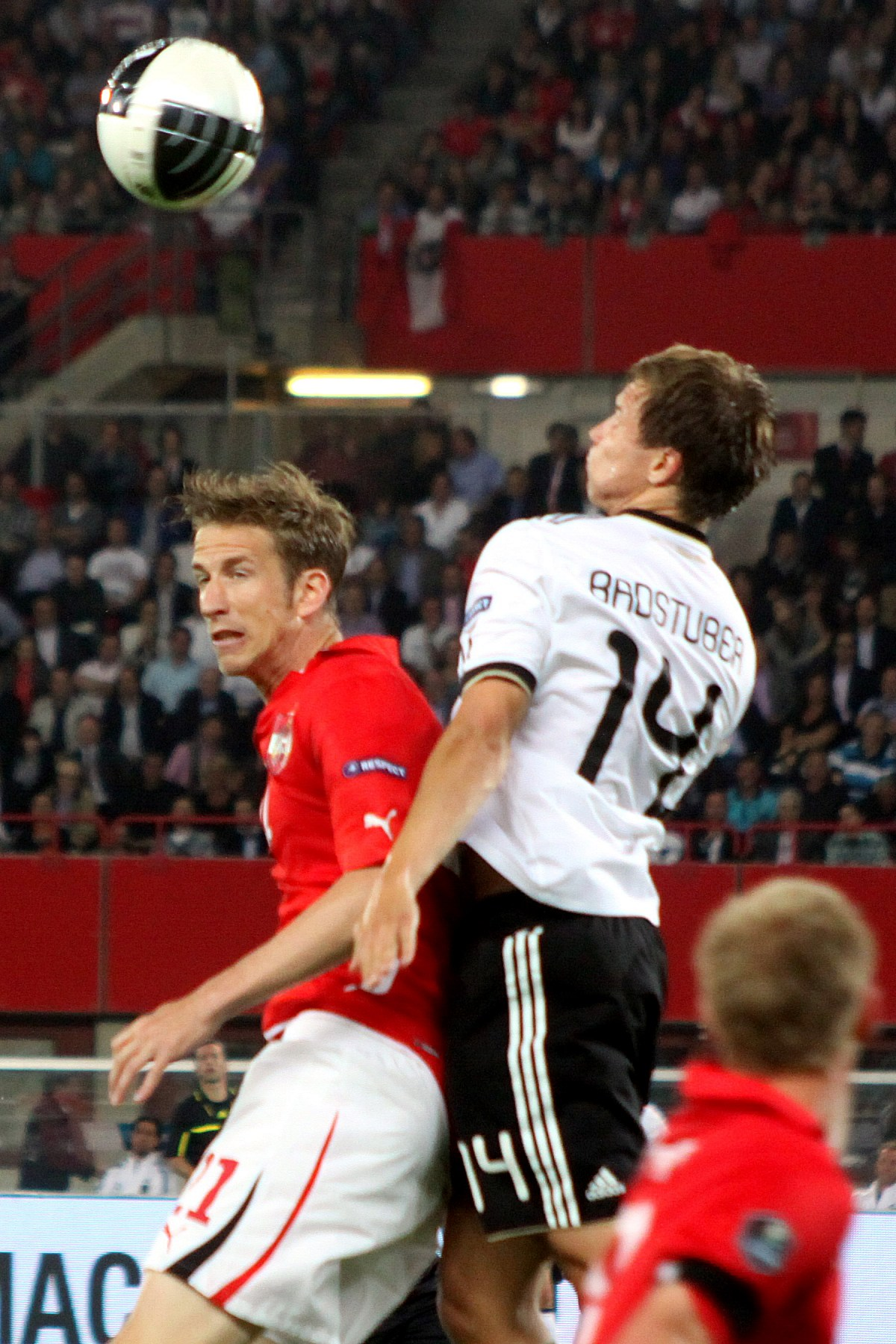
Marc Janko im Österreich-Dress gegen Deutschland 2011

Janko erzielte beide Tore beim 2:1-Sieg der österreichischen U-21-Nationalmannschaft 2005 gegen das englische U-21-Team.
Sein Debüt für die österreichische Nationalmannschaft gab Janko am 23. Mai 2006 im Länderspiel gegen Kroatien. Er stand im erweiterten Kader zur Europameisterschaft 2008 in Österreich und der Schweiz, wurde aber kurz vor Turnierbeginn von Trainer Josef Hickersberger aus dem Kader gestrichen. Unter dem neuen Teamchef Karel Brückner gab Janko nach der EM sein Comeback im Nationalteam. Im Freundschaftsspiel gegen Italien erzielte er sein erstes Tor im Teamdress, in den Qualifikationsspielen zur WM 2010 gegen Frankreich und Serbien steuerte er ebenfalls je einen Treffer bei. Weiters traf er gegen die Färöer doppelt und erzielte je einen Treffer gegen Litauen und im Auswärtsspiel gegen Frankreich. Insgesamt schoss Janko in sieben Qualifikationsspielen sechs Tore für Österreich.
In der Qualifikation zur Fußball-Europameisterschaft 2012 erzielte Janko zuerst kein einziges Tor. Nach zwei Jahren ohne Tor für das Nationalteam markierte er beim 4:1-Auswärtssieg gegen Aserbaidschan im Oktober 2011 zwei Treffer. So rangierte er mit Österreich nach der Qualifikation in der Gruppe A auf dem vierten Platz, mit fünf Einsätzen und zwei Toren.
Während Marc Janko bei Trabzonspor nicht zum Einsatz kam, setzte der Nationalmannschaftstrainer Marcel Koller hingegen auf ihn. Er erzielte in der Qualifikation zur Weltmeisterschaft 2014 wichtige Tore. So erzielte er im Juni 2013 beim 2:1-Heimsieg gegen Schweden das Tor zum 2:0. Zusammenfassend brachte es Janko auf sieben Einsätze, drei Tore und eine Vorlage in der Qualifikation. Zum Schluss belegte Österreich den dritten Platz hinter Deutschland und Schweden und musste sich erst am vorletzten Spieltag gegen Schweden mit 1:2 geschlagen geben.
Nach der Qualifikation konnte Janko weiter an seine guten Leistungen im Nationalteam anschließen und erzielte in den folgenden Länderspielen gegen die USA (1:0) und Uruguay (1:1) jeweils den österreichischen Treffer.
In der Qualifikation zur EM 2016 wurde die Nationalmannschaft Gruppensieger und qualifizierte sich erstmals direkt für eine Europameisterschaft. Janko erzielte gegen alle Gegner aus der Gruppe mindestens ein Tor. Zusammenfassend erzielte er in neun Spielen sieben Tore und gab zwei Torvorlagen. Sein Fallrückzieher zum 1:0-Auswärtssieg gegen Russland wurde vom österreichischen Fernsehsender ORF eins zum Tor des Jahres 2014/15 gewählt.
Am 12. August 2009 trug Janko im Testspiel gegen Kamerun erstmals die Kapitänsschleife des Nationalteams; ab dem 3. März 2010 war er für zweieinhalb Jahre der offizielle Kapitän der österreichischen Auswahl.
Bei der Fußball-Europameisterschaft 2016 in Frankreich wurde er in das Aufgebot Österreichs aufgenommen. Das Team schied als Tabellenletzter aus; Janko spielte gegen Gruppengegner Ungarn im ersten Spiel 66 Minuten, im zweiten Gruppenspiel wurde er nicht eingesetzt, und im letzten Gruppenspiel gegen Island wechselte ihn Marcel Koller zur zweiten Halbzeit ein.
Nach der Ära Koller spielte Janko im Aufgebot des neuen Trainers Franco Foda zunächst keine Rolle, wurde später aufgrund einer Verletzung und mangelnder Spielpraxis weiterhin nicht in Erwägung gezogen, bezeugte aber seine ständige Verfügbarkeit mehrmals. Im Kader der Nationsleague Gruppe B wurde Janko im letzten Spiel als Ersatz für die ausgefallenen Guido Burgstaller und Michael Gregoritsch überraschend nachnominiert. Janko kam als Joker im Spiel gegen Nordirland zum Einsatz, wo er einen Torschuss verzeichnen konnte.
In der 2019 beginnenden Qualifikation zur Europameisterschaft 2020 wurde Janko erneut überraschend nachnominiert, nachdem sowohl Burgstaller als auch Gregoritsch im Vorfeld Verletzungen erlitten hatten. Janko kam im Spiel gegen Polen als Joker in der 81. Minute beim Stand von 0:1 für Polen zum Einsatz, konnte eine Großchance nach einer herausragenden Flanke von Maximilian Wöber aber nicht verwerten.
Im anschließenden Auswärtsspiel gegen Israel wurde Janko in der 60. Minute beim Stand von 1:3 eingewechselt. Dies war auch sein letztes Länderspiel, denn etwas mehr als drei Monate danach beendete er seine Karriere.

## Familiäres
Janko ist der Sohn der ehemaligen österreichischen Leichtathletiksportlerin Eva Janko, die bei den Olympischen Sommerspielen 1968 in Mexiko-Stadt die Bronzemedaille im Speerwurf gewann, und von Herbert Janko, 1966 bis 1968 österreichischer Hochsprungmeister.
Am 19. Juni 2015 heiratete Janko seine langjährige Partnerin in der Steiermark. Im Mai 2016 wurden die beiden Eltern einer Tochter.

## Erfolge

### Titel
- 3 × österreichischer Meister: 2007, 2009, 2010
- 1 × niederländischer Pokalsieger: 2011
- 2 × niederländischer Superpokalsieger: 2010 (kein Einsatz), 2011
- 1 × portugiesischer Meister: 2012
- 1 × portugiesischer Supercup: 2012 (kein Einsatz)
- 2 × Schweizer Meister: 2016, 2017
- 1 × Schweizer Cupsieger: 2017

### Auszeichnungen
- 1 × österreichischer Torschützenkönig: 2009
- 1 × australischer Torschützenkönig: 2015
- 1 × VdF-Aufsteiger des Jahres: 2006
- 1 × APA-Fußballer des Jahres: 2008
- 1 × VdF-Fußballer des Jahres (Bruno): 2009
- 1 × Salzburg Sportler des Jahres (Leonidas): 2009
- 1 × Bronzener Schuh (UEFA): 2009
- 1 × The World's most effective Top Division Goal Scorer (IFFHS): 2009
- 1 × The World's best Top Division Goal Scorer (IFFHS): 2009
- 1 × Spieler des Monats der A-League: 2015 (Februar)
- 1 × Member of the Sydney FC team of the decade: 2015
- 1 × A-League-Fußballer des Jahres: 2015
- 1 × Team der Saison der A-League: 2014/15

### Rekorde
- Längste Serie von Spielen mit Tor der A-League: 7[59] (Stand: 15. März 2015)

## Soziales Engagement
Seit mehreren Jahren ist Janko ein Unterstützer der Salzburger Kinderkrebshilfe. Er besuchte bisher des Öfteren die Einrichtungen der Stiftung und beteiligte sich an verschiedenen Projekten.
2012 engagierte er sich für das psychosoziale Nachsorgezentrum Sonneninsel in Seekirchen am Wallersee, indem er Fußball-Trikots von Fußballprofis sammelte, die dann auf eBay versteigert wurden.